# Estación María Eva Duarte
María Eva Duarte es una estación ferroviaria de la localidad de Laferrere, partido de La Matanza, Provincia de Buenos Aires, Argentina.

## Ubicación
La estación se ubica en el km 26 de la Ruta Provincial 21 al oeste del centro de la ciudad de Gregorio de Laferrere.

## Servicios
La estación corresponde al Ferrocarril General Manuel Belgrano de la red ferroviaria argentina, en el ramal que conecta las terminales Sáenz y González Catán.

## Historia
La estación fue inaugurada el 14 de enero de 1999 entre las estaciones Laferrere e Independencia.

### Toponimia
Recibió el nombre de María Eva Duarte, conocida como Evita, quien fuera primera dama argentina.